# Perfecțiunea e rotundă
Perfecțiunea e rotundă este un film românesc din 1967 regizat de Ion Moscu.